# Commander (canção)
"Commander" (em português:  Comandante) é uma canção gravada pela cantora e compositora norte-americana Kelly Rowland para o seu terceiro álbum de estúdio a solo, Here I Am (2011). Contando com a participação não-vocal do disc jockey (DJ) francês David Guetta, foi distribuída a partir de 17 de Maio de 2010 como o primeiro single do disco e o primeiro lançamento da artista pela editora discográfica Universal Motown. A canção foi composta por Rowland, Sandy Vee, Guetta e Rico Love, que descreveu a música como "um tema divertido e agressivo" com temas sobre "empoderamento feminino e letras com deliberados erros linguísticos".
Guetta produziu a música com sintetização de música dance e batidas de rhythm and blues (R&B), música electrónica e house. A estreia do single ocorreu na cerimónia de 2010 da Winter Music Conference e, consequentemente, gerou elogios universais na crítica especialista em música contemporânea, com alguns analistas a parabenizarem o desempenho vocal de Rowland e a produção musical de Guetta. A dupla já liderou tabelas musicais ao redor do mundo com uma produção de dance similar, intitulada "When Love Takes Over" (2009). A revista electrónica Entertainment Weekly denominou a faixa como "um tema explosivo para o verão de 2010".
Um mês após o seu lançamento, "Commander" alcançou o topo da tabela musical norte-americana Hot Dance Club Songs, e mais tarde, se posicionou nas dez melhores posições no Reino Unido e nas vinte melhores na Irlanda e Nova Zelândia, onde recebeu o certificado de disco de ouro. O vídeo musical acompanhante, dirigido por Masashi Muto, apresenta várias cenas de uma competição de dança protagonizadas por Rowland e sua inimiga, que é ninguém mais que ela própria. A promoção para o lançamento inclui um número de apresentações ao vivo, incluindo no segmento Live Lounge da BBC Radio 1 e no programa de televisão The Graham Norton Show. O Extended Dance Mix da canção, que foi também produzido por Guetta, foi lançado mundialmente juntamente com a versão padrão do single, enquanto o Urban Mix apresenta os vocais do rapper norte-americano Nelly, e foi lançado primeiramente no Reino Unido, e mais tarde nos Estados Unidos.

## Antecedentes e desenvolvimento

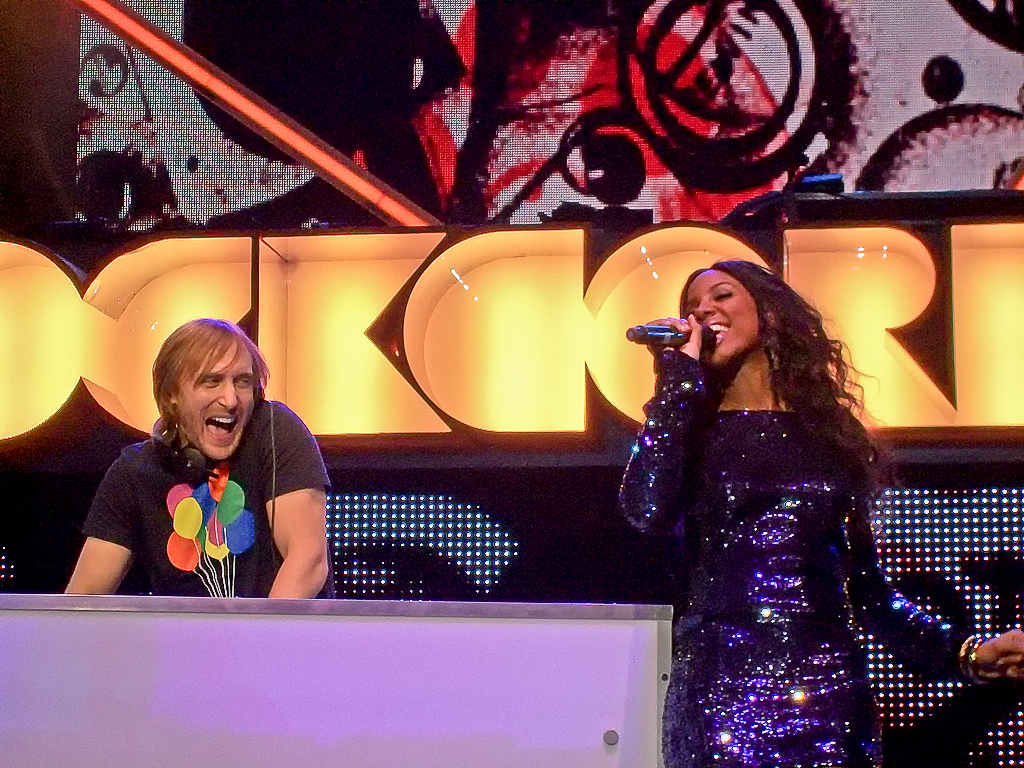
Guetta e Rowland a interpretarem "When Love Takes Over" em um concerto em Londres, 2009.

Em 2009, antes de Rowland ter trabalhado com David Guetta em "When Love Takes Over", a imprensa informou que a editora discográfica Columbia e a cantora haviam se separado em um acordo mútuo. "A decisão de Kelly de procurar outras oportunidades para a sua carreira a solo foi chegada a termos mutuamente, e quaisquer afirmações do contrário são falsas," expressou — Rob Stringer, CEO do selo Columbia/Epic. Isto foi posteriormente confirmado por Rowland em uma entrevista em 2010 para a revista Entertainment Weekly. Porém, revelou que a decisão de sair não era sua, mas sim o desempenho comercial moderado do seu segundo álbum de estúdio, Ms. Kelly (2007). Mais tarde, em Janeiro de 2009, após o lançamento de "When Love Takes Over", foi anunciado que a artista tinha se separado do seu gerente Matthew Knowles, o empresário musical que também geria o grupo Destiny's Child e tinha vindo a gerir a carreira a solo de Rowland. Falando sobre a decisão de abandonar Knowles, Rowland disse: "Como uma artista a solo, eu senti a necessidade de explorar novos rumos, novos desafios e novas liberdades que estavam fora da minha zona de conforto, e meus amigos e minha família na Columbia foram incríveis ao entender a minha evolução. Quero agradecer a todos na Columbia pelo amor e apoio que têm mostrado e nunca vou esquecer os bons momentos que tivemos ao longo dos anos."
Desde então, foi sugerido pela média que a artista havia perdido a sua amizade com Beyoncé, sua ex-companheira de banda e filha mais velha de Matthew. Foi especulado que a decisão de Beyoncé de lançar mais um vídeo musical de uma das canções do seu terceiro álbum de estúdio (2009), o de "Why Don't You Love Me" (2009), antes de Rowland lançar "Commander", era injusto. Estas afirmações foram negadas por Knowles, que afirmou que apesar do vídeo de "Why Don't You Love Me" estrear poucos dias antes de "Commander", a imprensa estava "a fazer um alarido muito grande de uma agenda de lançamentos, e a tentar criar uma rivalidade que não existe. Todos [singles] saíram ao mesmo tempo e isso realmente não importa ... eu acho que há espaço para todos ... Há B[eyoncé], há Ciara a colocarem coisas novas e [Lady] Gaga também, mas, porque os nossos trabalhos saíram juntos, as pessoas dizem coisas como isso. Mas eu realmente não me importo, eu irei amar [Kelly] até aos meus últimos dias e isso é o que interessa."

## Estrutura musical e gravação
"Commander" é uma canção electro-house-R&B composta por Kelly Rowland, Rico Love, David Guetta, e Sandy Vee, definida no compasso de tempo comum com 125 batidas por minuto. Apresenta erros gramaticais deliberados, como "there's no other who do it like I do it" e "you won't find no lady who does it like I does it". A letra aborda temas como o cabelo, a moda, e a competição entre mulheres. Guetta produziu as batidas de música dance sintetizadas, que são semelhantes à suas outras produções, como "Sexy Bitch" (2009) e "Boom Boom Pow" (2009). As partes finais da canção foram comparadas com alguns dos trabalhos do produtor musical Timbaland. Rowland explicou que o gancho da música deve ser associado com a dança, em vez do militarismo: "Quando eu te mando dançar... Eu quero te ver a mover, sabe? Soube bem ter uma música na qual eu pude expressar isso."
"Eu sinto como se finalmente entrasse em mim própria. Com o som da música dance a me abraçar, eu estou muito animada, a ver como os fãs respondem à minha música. A música dance é uma coisa mais europeia, mas eu estive a olhar no Twitter, e a ver os fãs [de diferentes partes do país] a falarem sobre o jogo Commander in Chief."
— Rowland a falar sobre a faixa durante a gravação do seu vídeo musical.
Um repórter do jornal Daily Star perguntou a Rowland qual era o tema da canção. Ela disse: "Espero ver uma mulher a cantar a música como se ela estivesse no comando. É importante saber que nós somos comandantes que têm o poder de moldar o próprio destino." Rico Love explicou à revista Rap-Up a sua visão da canção: "É simplesmente uma gravação muito agressiva, é uma gravação de discoteca, é uma gravação internacional mundial. Ela está a esticar as suas pernas e está a mostrar a sua verdadeira capacidade vocal, ela é como a rainha da noite nesta canção." A artista disse que trabalhar com Guetta foi "surpreendente" e "sem esforços", e que sente uma "grande química" quando trabalha com ele. A intérprete também sentiu que estava a experimentar algo diferente: "Nesta geração, e neste dia e hora, ninguém está a pôr a alma na música dance... nenhum artista pop. Eu pensei que talvez fosse algo que poderia tentar. E então funcionou." Em uma entrevista ao MSN Xin, Rowland admitiu que a canção era mais "obscura" do que seus trabalhos anteriores, mas continua divertida. "Eu apenas pensei que seria muito divertido ser uma comandante. É apenas uma afirmação para mim, definitivamente, a aparecer por conta própria, a encher o meu espaço. Estou feliz por ser uma comandante."

## Lançamento

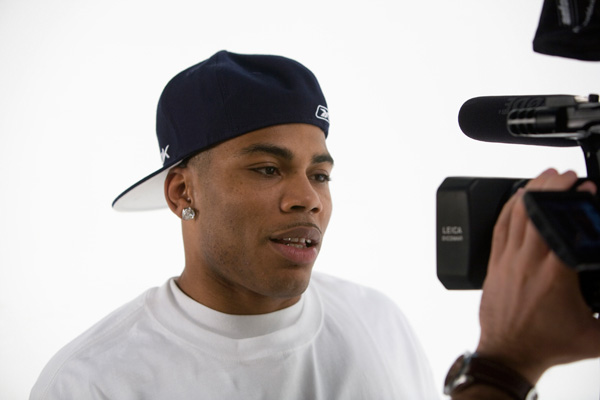
O rapper Nelly fez uma participação na remistura de "Commander".

"Commander" foi selecionado como o primeiro single do terceiro álbum de estúdio de Rowland, Here I Am (2011). A intérprete disse que "havia inicialmente duas músicas que estavam na corrida para se tornarem no primeiro single, mas sem dúvida, nós tivemos que ficar com esta, eu simplesmente me apaixonei por ela ... É definitivamente uma batida estrondosa de discoteca. Sabe, a primeira vez que a ouvi, fiquei louca." Durante a Pat Field's Disco Party em Nova Iorque, ela disse aos executivos da Universal Music Group: "Eu sabia no meu intestino que [a canção] era boa. Ninguém poderia empurrar os meus pensamentos para longe disso. Eu não preciso que alguém me diga o que é bom". A canção foi lançada nos dias 17 e 18 de Maio de 2010 na loja digital iTunes Store na França e Estados Unidos, respectivamente. O Extended Dance Remix oficial foi lançado junto com o single no dia 18. No Reino Unido, a faixa foi planeada para ser lançada a 28 de Junho.
Mais tarde, Rico Love e Rowland revelaram os planos para uma remistura urbana da música com um som suave e mais lento. O rapper norte-americano Nelly ouviu a nova versão em seus estágios iniciais, e perguntou se poderia participar da remistura, que foi posteriormente lançada como parte do extended play (EP) The Remixes no Reino Unido, bem como da segunda parte do mesmo nos EUA.
A 19 de Maio de 2010, a imprensa oficial da Universal Motown Records confirmou que "Commander" serviria como o primeiro single do álbum apenas em mercados internacionais, levando à especulação de que uma outra música seria lançada no mercado interno. Esta especulação foi confirmada quando "Shake Them Haters Off" foi definida para impactar nas estações de rádio dos EUA. No entanto, os planos foram mudados e, a 29 de Junho de 2010, dois singles foram disponibilizados para download no mercado norte-americano. "Grown Woman" foi enviada para as estações de rádio contemporary hit radio e rhythmic contemporary, e "Rose Colored Glasses" para a Mainstream Top 40.

## Recepção crítica
| Críticas profissionais | Críticas profissionais |
| Avaliações da crítica  | Avaliações da crítica  |
| Fonte                  | Avaliação              |
| ---------------------- | ---------------------- |
| BBC                    | [ 11 ]                 |
| Digital Spy            | (positiva)             |
| The Guardian           | (positiva)             |
| idolator               | (positiva)             |
| The Mirror             | (inconclusiva)         |
| Paper                  | (positiva)             |

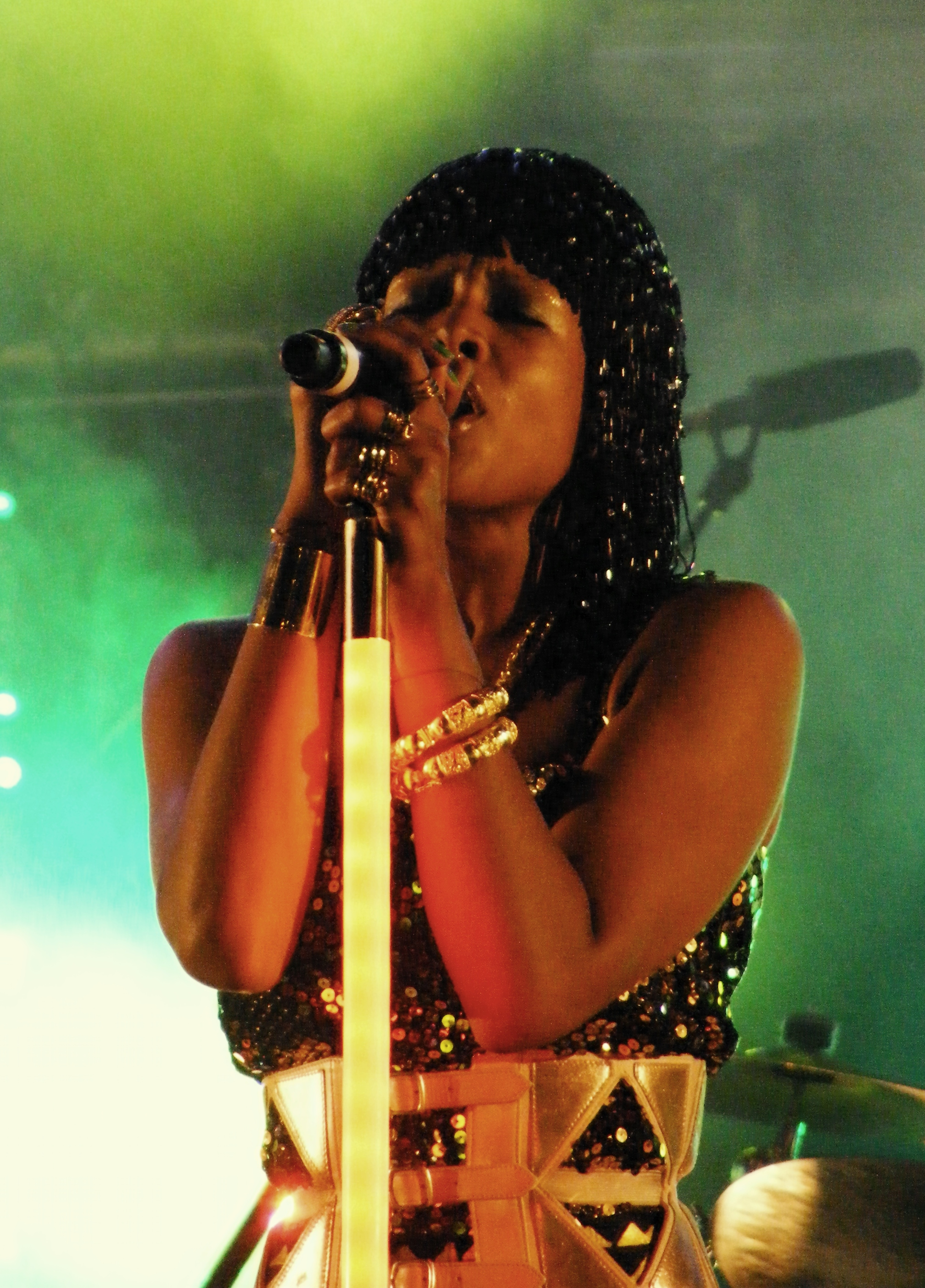
Um crítico achou que "Commander" não é tão doce nem inovativa quanto "Acapella", canção de Kelis (imagem) produzida por Guetta.

Robert Copsey, para o blogue britânico Digital Spy, disse: "Parece que eles vão estar a governar as ondas por mais uma vez... Depois de ela nos embalar em uma falsa sensação de segurança ("I feel like the DJ is my bodyguard/You see the way he keeps me safe?/With the treble and the bass?"), a faixa mergulha em um refrão de electro-house que literalmente nos ordena a entrar na pista de dança... O resultado não é tão doce e inventivo como alguns dos recentes trabalhos de Guetta — 'Acapella' de Kelis, por exemplo — mas percorre um longo caminho para recapturar alguma da magia do verão passado." O outro crítico do blogue, Nick Levine, concordou com Copsey, dizendo que a música "'bate' tão persuasivamente como Muhammad Ali por volta de 1967."
Robert Daw, para o blogue Idolator, disse: "Se você acha que a Senhora Kelly irá tirar as botas de go-go dancer [dos seus pés] tão cedo, então é melhor você ir encostar-se na parede. O novo single de Rowland, que Guetta produziu, é pura adrenalina ... [e] será apresentado no até-agora-sem-título terceiro álbum a solo de Kelly ... nós estamos a prever um total renascimento de Rowland!". Alex Catarinella, para a revista Paper, disse que a canção "é mais uma prova de que Rowland não é mais a linda menina adolescente que partilha um refrão".
Rebecca Nicholson, para o jornal The Guardian, disse que antes das colaborações de Guetta com Kelis ("Acapella") e Rowland, ela sentiu que "[David Guetta] estava a arruinar o R&B, e a transformar todas as minhas cantoras favoritas em lixo europeu." No entanto, "Acapella" mudou a mente de Nicholson e ela disse que "Commander" "é mais uma prova disso". Embora Fraser McAlpine, para o BBC Music, tivesse avaliado a canção com quatro estrelas a partir de uma escala de cinco, a sua opinião não era nem positiva nem negativa, tendo escrito que "cantores sempre gostaram de cantar sobre como são brilhantes, atraentes e surpreendentes (e mandões). Mesmo que as palavras tenham um duplo significado, que sugere que eles estão apenas a tagarelar sobre o amor-próprio de um egomaníaco desenfreado, que está a rir e a esfregar as mãos toda a vezes que eles começam a cantar, eles não se importam. Por que iriam? A canção fala sobre cabelo, e ser melhor do que as outras senhoras. Isso é o que viver. [Eu atribuí-lhe] uma estrela extra pela gramática estúpida... por causa do refrão, dominante." Gavin Martin, para a revista The Mirror, fez comentários semelhantes, uma vez que não elogiou nem criticou a música, simplesmente afirmou que vai colocá-la "firme no controle da pista de dança".
A revista electrónica Entertainment Weekly nomeou a música como "a onda de verão número um do ano", enquanto a estação de rádio KISS 100 chamou-a de fabulosa e fez dela a canção da semana de 24 de Maio de 2010. Um resenhista da rede a que a rádio pertence, disse que "'Commander' é outro êxito [no qual] Kelly assume o controlo...! Com glamour ajustado na máximo e o drama accionado na potência total, 'Commander' é a prova de que Kelly significa negócio!" Na sua lista das "100 Melhores Canções para Fazer Exercício", a revista Fitness Magazine posicionou "Commander" nos dez melhores lugares.

## Vídeo musical

### Produção e lançamento
O vídeo musical para a canção foi filmado a 5 de Maio de 2010 sob a supervisão do produtor musical e director japonês Masashi Muto. Trabalhos anteriores de Muto incluem "I Will Be Here" (2009) do DJ neerlandês Tiësto, bem como teasers promocionais das marcas Pepsi e Honda. Seu trabalho é conhecido por sua escala, impacto, e imagens coloridas. Rico Love e Guetta fazem aparições no vídeo, enquanto Fatima Robinson tratou da coreografia. O jornal Los Angeles Times foi um dos vários meios de comunicação presentes durante as filmagens, e os seus repórteres publicaram as imagens exclusivas dos bastidores a 10 de Maio de 2010. A 1 de Junho do mesmo ano, uma versão inacabada do vídeo foi divulgada online; esta foi publicada no perfil oficial do Twitter de Rowland, onde ela deixou claro este vídeo, que por sua vez vazou, era o errado. Os canais de televisão musicais do Reino Unido, MTV e MTV Base, começaram a reproduzir a versão inicial do vídeo a 8 de Junho de 2010, tendo parado a 21 de Junho, dia em que a versão final oficial estreou na página online de Rowland.

### Conceito e enredo

Na imagem ilustrada acima podemos ver Rowland a lutar contra si própria.

Rowland disse ao Rap-Up TV que o conceito do vídeo "é muito futurista e aberto. A linha vermelha na história é o que eu sou acima de tudo mas no ambiente da discoteca com pessoas fixes. Eu luto contra mim mesma com o meu corte de cabelo, movimentos de dança, e maquilhagem." De acordo com Love, no vídeo, Rowland é transformada em uma fashionista: "A aparência de Kelly neste vídeo é apenas absolutamente sensual. É como uma selva se sente. Sinto como se estivéssemos no Avatar em algum lugar, a correr pela floresta, menos a tinta azul." Mais tarde, um dos trajes da artista foi descrito como um "maiô Avatar-esco". Rowland disse que teve que retirar os seus sapatos de dança para este vídeo.
O vídeo apresenta a artista a enfrentar-se. As duas Rowland iniciam o que parece ser uma competição na pista, e em seguida, são acompanhadas por equipas de dança respectivas. Guetta faz uma aparição no final do vídeo, na qual ele sofre uma transformação similar à metamorfose dos filmes Transformers, acabando por transformar-se em um misturador musical. A revista Paper descreveu a aparência da intérprete no vídeo como "super-heróica". Joanna Goh, do MSN China, disse que no vídeo, "[Rowland] ostenta uma nova imagem femme fatale a la maiôs e uma imagem masculina".

### Repercussão

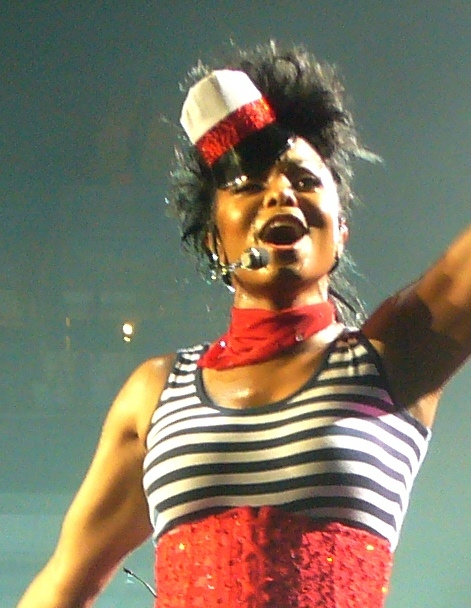
Um crítico comparou a versão inacabada do vídeo com obras anteriores da cantora Janet Jackson.

Desde o seu lançamento, e de acordo com um comunicado de imprensa da Universal Motown, o vídeo tem recebido elogios da crítica e tem sido bem recebido pelos fãs, tendo sido visto por dois milhões de pessoas no serviço Vevo durante os seus primeiros dias de lançamento. Quando Robbie Daw, do blogue Idolator, viu a versão inacabada do vídeo, comparou com obras anteriores de Janet Jackson, dizendo que "ela tinha uma vibração old-school de Janet". Mais tarde, depois de ver a versão totalmente acabada, ele disse que era uma "competição de dança colorida e militar". Natalie Finn, do canal de televisão  E!, também deu elogios ao vídeo. Ela disse que ele "carrega os temas da música: assumir o cargo, comandar a pista e ficar sensual e feminina..." e que Rowland "veste roupas um pouco apertadas e transforma-as a fim de partir o coração e dominar o sexo oposto à vontade." "O vídeo é grande e pode ser um must-spin", de acordo com Martin, da revista Above&Beyond, que também elogiou a capacidade de atracção de Rowland, dizendo: "eu não sabia que Kelly estava bem equipada na parte de trás, mas eu sempre a achei mais atraente do que Beyoncé ... Eu estou só a dizer."
O vídeo foi criticado pela ausência de trama pelos críticos, tais como Laura Brooks, da revista TeenToday, que descreveu o vídeo como "[a oportunidade] para mostrar o seu lindo cabelo e as suas coxas [de Rowland]", que "também traz David Guetta, que parece ter-se lembrado em vários pontos ao longo do vídeo que ele deixou a sua magia fora [do vídeo] para remediar a situação." Alyssa Rosenberg, do jornal The Atlantic, concordou, chamando o vídeo de "estúpido ... com rapazes que se esqueceram de lavar a tinta dos seus cabelos em casa" e dizendo que as danças estavam em pé de igualdade com o filme de ficção científica The Matrix Reloaded (2003). No entanto, Rosenberg disse que "é um entendimento de alto conceito da pista de dança, mesmo se não for a minha interpretação preferencial desse espaço. Se o amor e o sacudir são a guerra, Kelly parece que seria uma pessoa bem decente para ser a chefe em ambos." Entretanto, o Sound Savvy disse: "Há alguns movimentos agradáveis e Kelly mostra alguns movimentos sensuais para o vídeo. 'Commander' recebeu 'airplay MALUCO' e a recepção tem sido extremamente positiva para esta faixa. Eu meio que gosto do vídeo, mas teria gostado mais da coreografia."

## Promoção e divulgação
Rowland estreou "Commander" ao vivo no na festa Fuck Me I'm Famous de Cathy Guetta em Miami, como parte do Winter Music Conference, a 27 de Março de 2010. Imediatamente após a apresentação, ela disse: "Eu estava nervosa e ansiosa, mas quando subi no palco, senti a comandante interior a ganhar vida!" Então, a 4 de Maio seguinte, durante a apresentação de um DJ em uma discoteca de Frankfurt, Alemanha, Guetta estreou o seu Extended Dance Mix. Rowland também cantou a obra na cerimónia Wango Tango 2010, organizada pela estação de radio KISS FM no Staples Center, Los Angeles, a 15 de Maio de 2010.
A promoção internacional para a música começou uma semana mais tarde, na sua estreia ao vivo no Reino Unido no segmento Big Weekend da BBC Radio 1. Isto foi seguido de uma interpretação ao vivo e entrevista no The Graham Norton Show a 15 de Junho, e ainda de uma apresentação a 25 de Junho em Singapura. Rowland posteriormente apareceu por três vezes no Reino Unido no programa de televisão GMTV, e retornou para a BBC Radio 1 para uma interpretação de uma versão acústica da obra no segmento Live Lounge. A obra foi interpretada em acústica por uma segunda vez no segmento Saturday Sessions da BBC Radio 2 com Dermot O'Leary.
Em Agosto de 2010, o concurso de dança canadiano So You Think You Can Dance usou a música para a promoção da sua terceira temporada. A música também foi usada na apresentação dos júris e no número de abertura da transmissão ao vivo do Miss Universo 2010, em Mandalay Bay, Las Vegas.

## Alinhamento de faixas
| - Download digital 1. "Commander" — 3:38 - Mix Digital dos Estados Unidos (Universal Motown Store) 1. "Commander" — 3:39 2. "Commander" (Extended Dance Mix) — 5:55 - EP Digital: Áustria, Bélgica, Dinamarca, França, Itália, Países Baixos, Suíça 1. "Commander" — 3:38 2. "Commander" (David Guetta Remix) — 5:47 3. "Commander" (Extended Dance Mix) — 5:55 4. "Commander" (Extended Instrumental) — 5:54 - The Remixes EP (Reino Unido) 1. "Commander" (Sanna & Pitron Remix) — 8:20 2. "Commander" (Redlight ReDub Unity Remix) — 3:51 3. "Commander" (Redlight ReDub Unity Instrumental) — v3:51 4. "Commander" (edição da rádio) — 3:38 - CD single 1. "Commander" (edição da rádio) — 3:38 2. "Commander" (David Guetta Remix) — 5:47 | - Extended Dance Mix Digital 1. "Commander" (Extended Dance Mix) — 5:55 - Urban Mix 1. "Commander" (com participação de Nelly) — 4:09 - The Remixes EP (Parte I) (Masterbeat.com) 1. "Commander" (David Guetta Extended Remix) — 5:55 2. "Commander" (David Guetta Instrumental) — 5:54 3. "Commander" (edição da rádio) — 3:38 4. "Commander" (Ralphi Rosario Bass & Treble Remix) — 8:07 5. "Commander" (Ralphi Rosario Club Remix) — 8:09 6. "Commander" (edição da rádio de Ralphi Rosario) — 4:02 - The Remixes EP (Parte II) (Masterbeat.com) 1. "Commander" (Rico Love Remix) — 4:09 2. "Commander" (Ralphi Rosario Remix) — 8:07 3. "Commander" (Chuckie & Neve Remix) — 5:23 4. "Commander" (Sidney Samson Remix) — 6:26 5. "Commander" (Pitron & Sanna Remix) — 8:20 6. "Commander" (Redlight Remix) — 3:51 |

## Créditos
Os seguintes créditos foram adaptados do encarte do álbum Here I Am (2011):
Gravação
- Gravado nos Gum Prod Studios em Paris, França;
- Gravado nos Midnight Blue Studios em Miami, Flórida, EUA.

Pessoal
- Kelly Rowland – composição, vocais principais
- Rico Love – composição, vocais adicionais
- David Guetta – composição, produção e arranjos, gravação, mixagem, teclado, programação
- Sandy Vee – composição, produção e arranjos, produção vocal, gravação, mixagem, teclado, programação
- Seth Foster – masterização
- Thurston McCrea – assistência de engenharia de gravação

## Desempenho nas tabelas musicais

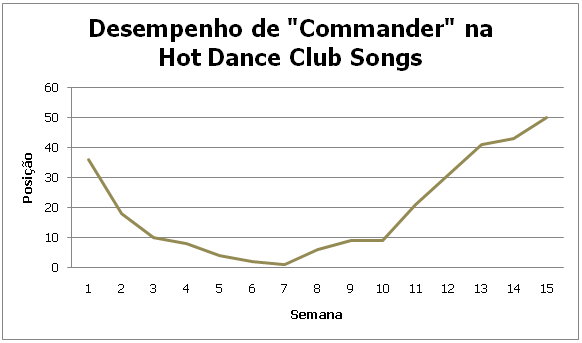
O gráfico acima ilustra a trajectória de "Commander" ao longo das suas quinze semanas na Hot Dance Club Songs.

"Commander" fez sua a estreia nas tabelas musicais dos Estados Unidos a 18 de Maio de 2010 no número trinta e seis na Hot Dance Club Songs, onde, em semanas subsequentes, subiu e alcançou a primeira posição, que ocupou durante uma semana em Julho. Também alcançou as dez melhores posições na Hot Dance/Electronic Digital Songs, a 26 de Junho de 2010. Jeremy Helligar, da revista True/Slant, ofereceu uma explicação para o facto de as perspectivas comerciais do single serem limitadas nos EUA. Ele disse que "a música dance que melhor favorece Rowland é um pouco mais ousada do que o pop dançante que leva sempre Lady Gaga ao topo das tabelas."
No Reino Unido, o single e as suas remisturas foram lançadas para download digital a 17 de Maio de 2010, enquanto a música era adicionada às estações de rádio de música urbana e à C-playlist da estação britânica BBC Radio 1 na mesma semana. Consequentemente, a obra estreou na UK Singles Dance Chart no número trinta e quatro. Na semana seguinte, a canção estreou na UK Singles Chart no número cento e sessenta e sete, apoiada pela ascensão da música para a B-playlist. Então, uma semana antes do lançamento dos EP's The Remixes, a faixa atingiu o seu pico no número dois na UK Dance Chart, no número nove na UK Singles Chart, e alcançou a A-playlist na rádio urbana. Também atingiu o número nove na UK Official Download Chart e o número dezanove na UK Subscription Plays. O single tornou-se num dos que por mais tempo permaneceram nas quarenta melhores posições do Reino Unido da cantora (16 semanas).
A música fez a sua estreia na Irlanda no número vinte e quatro, antes de atingir o pico no número treze. Estreou na Austrália no sexagésimo quarto lugar, e desde então, alcançou o número 61. A faixa teve um melhor desempenho na tabela de dance australiana, onde atingiu o pico no número onze. Na Nova Zelândia, "Commander" estreou no trigésimo nono posto antes de descer para as quarenta melhores colocações na semana seguinte, apenas para atingir o pico no número dezasseis. Na Europa, a canção alcançou o seu pico na segunda posição em ambas tabelas da Valónia e Flandres, bem como na tabela das músicas mais tocadas nas rádios da Eslováquia. Também alcançou os vinte melhores lugares na Noruega, além dos trinta melhores na Dinamarca e na Suécia.

### Posições
| País — Tabela musical (2010)                                  | Posição de pico |
| ------------------------------------------------------------- | --------------- |
| Alemanha — Top 100 Single (Offizielle Deutsche Charts)        | 16              |
| Austrália — ARIA Top 100 Singles Chart                        | 61              |
| Austrália — ARIA Top 20 Dance Singles Chart                   | 11              |
| Áustria — Ö3 Austria Top 40                                   | 23              |
| Bélgica (Flandres) — Top 50 Singles (Ultratop)                | 2               |
| Bélgica (Valónia) — Top 50 Singles (Ultratop)                 | 2               |
| Canadá — Hot 100 (Billboard)                                  | 55              |
| Dinamarca — Single Top-40 (Hitlisten)                         | 23              |
| Escócia — Official Scottish Singles Sales Chart Top 100 (OCC) | 10              |
| Eslováquia — Rádio Top 100 (FIIF)                             | 2               |
| Estados Unidos — Hot Dance Club Songs (Billboard)             | 1               |
| Finlândia — Suomen virallinen singlelista                     | 20              |
| França — Top Singles (SNEP)                                   | 28              |
| Hungria — Rádiós Top 40 (MAHASZ)                              | 25              |
| Irlanda — Singles Chart (IRMA)                                | 13              |
| Nova Zelândia — Top 40 Singles Chart (RMNZ)                   | 16              |
| Noruega — Topp 40 Singles (VG-lista)                          | 19              |
| Países Baixos — Stichting Nederlandse Top 40                  | 33              |
| Reino Unido — Singles Chart Top 100 (OCC)                     | 9               |
| Reino Unido — Singles Dance Chart Top 50 (OCC)                | 2               |
| República Checa — Singles Digitál Top 100 (FIIF)              | 16              |
| Suécia — Top Singles Top 100 (Sverigetopplistan)              | 26              |
| Suíça — Top Singles Top 75 (Schweizer Hitparade)              | 46              |
| União Europeia — Hot 100 (Billboard)                          | 25              |

| País — Tabela musical (2010)                      | Posição |
| ------------------------------------------------- | ------- |
| Roménia — Romanian Top 100                        | 63      |
| Reino Unido — Singles Dance Chart Top 50 (OCC)    | 81      |
| Estados Unidos — Hot Dance Club Songs (Billboard) | 6       |

| Região — Associação (Vendas)              | Certificação |
| ----------------------------------------- | ------------ |
| Nova Zelândia — Recorded Music NZ (7 500) | Ouro         |

## Histórico de lançamento

### Entrada nas estações de rádio
| Região      | Data                | Estação de rádio                           |
| ----------- | ------------------- | ------------------------------------------ |
| Reino Unido | 21 de Maio de 2010  | BBC Radio 1Xtra                            |
| Austrália   | 24 de Maio de 2010  | Contemporary hit radio                     |
| Áustria     | 24 de Maio de 2010  | Contemporary hit radio                     |
| Bélgica     | 24 de Maio de 2010  | Contemporary hit radio                     |
| Dinamarca   | 24 de Maio de 2010  | Contemporary hit radio                     |
| França      | 24 de Maio de 2010  | Contemporary hit radio                     |
| Itália      | 24 de Maio de 2010  | Contemporary hit radio                     |
| Suíça       | 24 de Maio de 2010  | Contemporary hit radio                     |
| Reino Unido | 27 de Maio de 2010  | Contemporary hit radio                     |
| Canadá      | 7 de Junho de 2010  | Adult contemporary, Contemporary hit radio |
| Alemanha    | 18 de Junho de 2010 | Contemporary hit radio                     |

### Lançamento para comercialização
| Região         | Data                | Formato          | Edição                            | Editora discográfica     |
| -------------- | ------------------- | ---------------- | --------------------------------- | ------------------------ |
| França         | 17 de Maio de 2010  | Download digital | Extended Dance Mix                | Barclay Records          |
| Irlanda        | 17 de Maio de 2010  | Download digital | Extended Dance Mix, Versão padrão | Universal Music Group    |
| Noruega        | 17 de Maio de 2010  | Download digital | Extended Dance Mix, Versão padrão | Universal Music Group    |
| Reino Unido    | 17 de Maio de 2010  | Download digital | Versão padrão                     | Island Records           |
| Canadá         | 18 de Maio de 2010  | Download digital | Extended Dance Mix, Versão padrão | Universal Music Group    |
| França         | 18 de Maio de 2010  | Download digital | Versão padrão                     | Barclay Records          |
| Reino Unido    | 18 de Maio de 2010  | Download digital | Versão padrão                     | Island Records           |
| Estados Unidos | 18 de Maio de 2010  | Download digital | Extended Dance Mix, Versão padrão | Universal Motown Records |
| Estados Unidos | 21 de Maio de 2010  | Download digital | The Remixes Parte I               | Universal Motown Records |
| Suíça          | 28 de Maio de 2010  | Download digital | Extended play                     | Universal Music Group    |
| Austrália      | 4 de Junho de 2010  | Download digital | Extended play                     | Universal Music Group    |
| Bélgica        | 4 de Junho de 2010  | Download digital | Extended play                     | Universal Music Group    |
| Dinamarca      | 4 de Junho de 2010  | Download digital | Extended play                     | Universal Music Group    |
| França         | 4 de Junho de 2010  | Download digital | Extended play                     | Barclay Records          |
| Itália         | 4 de Junho de 2010  | Download digital | Extended play                     | Universal Music Group    |
| Países Baixos  | 4 de Junho de 2010  | Download digital | Extended play                     | Universal Music Group    |
| Áustria        | 15 de Junho de 2010 | Download digital | Versão padrão                     | Universal Music Group    |
| Japão          | 23 de Junho de 2010 | Download digital | Versão padrão                     | Universal Music Group    |
| Finlândia      | 30 de Junho de 2010 | CD single        | Versão padrão                     | Universal Music Group    |
| Reino Unido    | 5 de Julho de 2010  | Download digital | The Remixes Parte I               | Universal Island         |
| Estados Unidos | 16 de Julho de 2010 | Download digital | The Remixes Parte II              | Universal Motown         |
| Alemanha       | 23 de Julho de 2010 | Download digital | Extended play                     | Universal Music Group    |
| Áustria        | 23 de Julho de 2010 | Download digital | Extended play                     | Universal Music Group    |
| Alemanha       | 6 de Agosto de 2010 | CD single        | Versão padrão                     | Universal Music Group    |